# Argyrotome paraguayaria
Argyrotome paraguayaria är en fjärilsart som beskrevs av William Schaus 1927. Argyrotome paraguayaria ingår i släktet Argyrotome och familjen mätare. Inga underarter finns listade i Catalogue of Life.